# 高野志穂
高野 志穂（たかの しほ、1979年10月21日 - ）は、日本の女優。
東京都出身。所属事務所はTOM company（元：コムスシフト所属）。夫は俳優の北村有起哉。エルムハースト・バレエスクール、桐朋女子高等学校卒業。

## 来歴
父の仕事で、幼少時よりバーレーン（3年）、シンガポール（3年）、イギリス（マンチェスター2年、ロンドン4年）に12年間滞在。小学校入学とほぼ同時に帰国し、3年生までは日本で暮らす。7歳の時に自分の意志でバレエを始めた。ロンドン在住時には、全寮制のバレエスクールに進みたいと言うが、反対する父を母が説得し、全寮制の「エルムハースト・バレエスクール」に入学。バレエ、モダン、タップ、フラメンコ、ヴォーカルのほかに基礎演技などを11歳から14歳まで4年間学ぶ。役者をめざすきっかけは14歳で、学校の課外授業で見たミュージカル『サンセット大通り』。音楽や台詞もないシーンだったが演技に感動する。15歳で一人帰国し、役者を目指した。高校は演劇が盛んで、演劇部に入りたかったが先にやることがあるだろうと、大学院生の家庭教師に日本語のレッスンを3年間受ける。すぐにコミュニケーションを取れるようになったが、読み書きは苦労した。家庭教師の勉強が終わった後に、バレエの練習を3年間通った。
1998年に女優デビュー。4月にThe LOVEのシングル『雨に濡れた洗濯物』のビデオクリップに出演。その後も小さな仕事をやりながらオーディションを受け始める。両親からはサポートしてもらっていたが、「大学に行かせたと思って4年間は応援するけど、それを過ぎたら家を出なさい」と言われていた。『さくら』のオーディションを受けた当時は22歳。応募総数2512名の中から選ばれた。2002年4月1日、NHKの連続テレビ小説『さくら』の日系人英語教師エリザベス・サクラ・マツシタ役で主演並びにドラマデビュー。クランクインして4日後に23歳の誕生日を迎える。後に『さくら』は舞台化された。以後、複数の映画やテレビドラマに出演する。2013年6月4日、俳優の北村有起哉と4年の交際を経て結婚。2014年11月、第1子男児が誕生したことを北村がブログで報告。2017年7月スタートの『定年女子』（NHK BSプレミアム）で、出産後初のドラマ出演。2020年2月、第2子男児が誕生したことを北村がブログで報告。2022年11月27日、『さくら』放送から20周年を記念したファンミーティングが岐阜県飛騨市（飛騨市文化交流センター）で開催された。

## 人物
- 帰国子女で、バイリンガルである。父、母がおり、一人っ子[24]。父は母より9歳年上で[25]、学生時代からアメリカンフットボールをしていた[26]。実家では犬を飼っている[27]。東京に帰国した時は父方の祖母がいる家で暮らした[28]。

### 趣味・特技
- 駅伝を見るのが好き。日本に帰って最初の正月にテレビをつけて、父を非難しがましく見やったその目に飛び込んできたのが道路をひた走る駅伝の選手だった。駅伝の知識はないが、選手に感情移入し最後には号泣していた[29]。その後も『ニューイヤー駅伝』と『箱根駅伝』を見ている[30]。
- カメラのライカを所有している。撮られる側になることが多いが得意でなかったことから、友人から「撮る側になってみたら」と言われ写真を撮る気持ちになる。家でカメラを探すと祖父が知り合いから譲り受けたライカA型が見つかりオーバーホールすると調子を取り戻した。仕事場に持って行きロケの合間にシャッターを切ったり、オフの散歩に持ち出している[31]。その後MP6（ブラックペイント）を購入した[31]。

### 嗜好
- 酒が好き[32]。夫婦で飲む時はつまみをよく作る[33]。子どもを寝かしつけた後に、2人で晩酌しながらなんでも共有しているという[8]。

### エピソード
- シンガポール在住時にバイオリンを習う[34]が難しいと思い、イギリスに行くことが決まったきっかけで[35]5年で辞める[36]。
- バイオリンを辞めた後、母にバレエを見に行こうと浜松町の東京郵便貯金会館ホールに連れて行って貰う[36]。舞台にいる一人のバレリーナを見て衝撃を受ける。母の言葉に乗せられ、翌日踊っていたバレリーナの元を訪ね、主宰しているバレエ教室に入ることを決めた[37]。
- イギリスの全寮制のバレエスクールに入学後は、二段ベッドが3つ、計6人が同じ部屋で暮らした[38]。部屋割りは学期が変わるごとに新しくなっていた[39]。週に1回、1時間の外出が許され、出かける時は4人以上、制服着用と細々規則が決められていた[40]。
- バレエスクール在籍時にミュージカル女優という目標を見つけるが[41]、色々考えるうちに自分が「日本人」であることを思い出した[42]。日本で女優を目指すことを決め、15歳の誕生日前日（10月20日）に4年間のバレエ学校での生活に終止符を打つ[42]。
- 日本で暮らしていた頃に『豊川美惠子エコール・ド・バレエ』に通っており、バレエを習った時の友人が本島美和[43]。
- 高校3年生で、ずっと続けてきたバレエで痛めた膝の手術をした[8]。手術後もバレエを続けたが、痛みは治まらずバレエを断念する[13]。
- 女優になったきっかけは父で、知人に「娘が女優になりたいって言っているのだけど」と相談してくれたことだった。知人はマネージャーをしており、その後高野のマネージャーを担当した[14]。
- ドラマ『さくら』の役の設定で、初めて日焼けサロンに行く。なかなか焼けた色が定着せず、何回も通った[44]。
- 尊敬する俳優はウィノナ・ライダーと岸恵子。
- 年上の友人が多い[8]。
- パソコンは持っておらず、アナログ人間だという[31]。
- 夫の北村有起哉が舞台の主演をした時の共演者に知り合いがおり、高野は客として見に行った。その後みんなで飲んだ時に北村と知り合ったのが最初のきっかけである。そのシチュエーションが3回ほどあり後に北村と付き合う。プロポーズは「ちょっと待って」と高野が保留したので、北村から2時間ほど説得された[33]。
- 夫の北村有起哉は太田道灌の子孫[45]である。2017年10月15日の「伊勢原観光道灌まつり」（神奈川県伊勢原市）で北村は太田道灌、高野は北条政子に扮してパレードに参加した[45][46][47][48]。

## 出演

### テレビドラマ
- 連続テレビ小説 さくら（2002年4月1日 – 9月28日、NHK総合） - 主演・松下さくら 役
- 赤ちゃんをさがせ（2003年2月17日 - 3月6日、NHK総合） - 主演・亀山陽奈 役
- 妻の卒業式（2004年6月28日 - 7月26日、NHK総合） - 神崎里香子 役
- RUN AWAY GIRL 流れる女（2005年5月10日 - 9月13日、BSフジ） - 主演・絵里香 役
- 大河ドラマ 義経 第27・31話（2005年7月10日・8月7日、NHK総合） - まごめ 役
- 理想の生活（2005年10月10日 - 2005年11月10日、NHK総合） - 五十嵐亜樹 役
- HTBスペシャルドラマ「大麦畑でつかまえて」（2006年10月9日、HTB） - 矢木沢美和子 役
- 月曜ゴールデン（TBS）
  - 遠い国から来た男（2007年7月23日） - 矢川香 役
  - 狩矢警部シリーズ7（2009年11月2日） - 小川麻知子 役
- 新・警視庁捜査一課9係 第7話（2009年8月19日、テレビ朝日） - 高橋麻巳子 役
- 25分私が初めて創ったドラマ 「5Q」（2009年12月22日、NHK BS-hi）
- 金曜プレステージ 浅見光彦シリーズ36（2010年1月8日、フジテレビ） - 松川慧美 役
- 土曜ワイド劇場（テレビ朝日）
  - 越境捜査2（2010年5月22日） - 深見亜津子 役
  - 東京駅お忘れ物預り所4（2010年7月3日） - 真鍋千春 役
  - 私は代行屋!3（2014年11月15日） - 絵美 役
- おみやさん 第8シリーズ 第4話（2011年5月19日、テレビ朝日） - 向井ゆかり 役
- 幸せのかたち〜離婚の危機を迎えたら〜（2011年10月14日、NHK名古屋） - 主演・沢村あづさ 役
- 疑惑（2012年11月9日、フジテレビ） - 白河結子 役[注 1]
- 相棒 Season11第8話（2012年12月5日、テレビ朝日） - 篠田彩子 役
- ハンチョウ6〜警視庁安積班〜 第7話（2013年2月25日、TBS） - 片瀬陽子 役
- 刑事110キロ 第2話（2013年5月2日、テレビ朝日） - 梅渓靖子 役
- ハニー・トラップ 第7話 - 最終話（2013年11月30日 - 12月21日、フジテレビ） - 小林恵美 役
- TEAM -警視庁特別犯罪捜査本部- 第2話（2014年4月23日、テレビ朝日） - 星野佳世 役
- 定年女子（2017年7月9日 - 8月27日、NHK BSプレミアム） - 星野千鶴 役[49]
- シグナル 長期未解決事件捜査班（2018年4月 - 6月、フジテレビ） - 加藤美紀 役
- 鉄オタ道子、2万キロ 第6話（2022年2月11日、テレビ東京） - 成瀬かおり 役
- NHKスペシャル 南海トラフ巨大地震（2023年3月4日、NHK総合） - 森澤晴美 役[50]

### ナレーション
- テレメンタリー「前を向く ～宮城産ホヤ 風評被害に負けない～」（2019年10月13日、ANN系列）

### ラジオドラマ
- 青春アドベンチャー ハリネズミの願い（2018年、NHK-FM） - 主演

### 映画
- カラー オブ ライフ theme 1 Family 家族（2002年3月22日、エス・エス・エム） - 父親と殴り合っている少女 役
- いたいふたり（2002年12月7日、リクリ） - 景子 役
- ねこ（2003年制作[注 2]） - 主演・飼い猫のダンツを探す少女 役
- 福耳（2003年9月13日、アルゴ ピクチャーズ） - 信長珪 役
- 日本の自転車泥棒（2006年12月1日、Cinema ANGELICA） - スナック ホステス 役
- 浅草堂酔夢譚（2010年制作[注 3]） - 古御堂倫子 役
- ミスター・ジョンフン!!私のスターはチキン男?!（2012年10月31日[注 4]、ユニバーサルミュージック）
- 中山教頭の人生テスト（2025年6月20日、ライツキューブ） - 椎名 役[51]

### バラエティ
- ミニ英会話 とっさのひとこと SHIBUYA 友情編（2003年、NHK教育） - ナビゲーター

### 舞台
- ANGEL TOUCH〜天国に一番近い場所〜（1999年7月30日 - 8月1日、新宿シアター アプル） - 紫苑 役[注 5]
- さくら（2003年3月2日 - 23日、明治座） - 松下さくら 役
- 二十四の瞳（2003年8月1日 - 24日、御園座） - 大石久子 役[52]
- なんせんす（2008年7月23日 - 8月3日、赤坂レッドシアター） - 伴内 役
- あたっくNo.1（2009年1月24日、東京芸術劇場）
- THE 面接（2010年11月2日 - 14日、青山円形劇場） - 神田ヤスコ 役
- ピグマリオン（2011年8月19日 - 9月4日、あうるすぽっと） - イラリザ・ドゥーリトル 役
- 陽だまりの樹（2012年4月13日 - 5月27日、東京 / 名古屋） - おせき 役
- テンペスト（2014年、新国立劇場）
- 逢いたくて・・・（2016年）
- 砂の女（2017年、ザムザ阿佐ヶ谷）
- 消えていくなら朝（2018年7月12日 - 7月29日、新国立劇場）
- 方南ぐみ企画公演 朗読劇 青空（2019年8月18日、三越劇場）
- 演劇企画集団Jr.5 vol.13「白が染まる」（2022年8月5日 - 12日、駅前劇場）

### アニメ
- DVD作品 最遊記 Premium Box 第1巻（2000年2月25日、パイオニアLDC） - 美花 役
- DVD作品 最遊記 Premium Box 第2巻（2000年3月25日、パイオニアLDC） - 美花 役

### CM
- ハウス食品 カレーリゾッテ（2003年1月20日、街を歩く女性 NEW篇）
- 出光興産（2003年5月16日、キク・シル・カワル。）
- 出光興産 サマーフェア（2003年7月26日、キク・シル・カワル。）
- オンワード樫山 J.PRESS（婦人服）（2003年9月12日、秘書 ことわざ 秘書ON 篇・秘書 ナルシスト 秘書OFF 篇）
- ロッテ ガーナミルクチョコレート（2003年9月17日、浜辺 ガーナブラックnew 篇）
- NTT西日本 フレッツ光（2010年6月）
- P&G パンパース（2011年）
- ファンケル 洗顔パウダー（2016年 - 、むきたてうるつる肌 篇）
- 都道府県民共済（2018年 - 2021年、約束に、まっすぐ。宣言 篇）
- 積水ハウス（2020年、イズ・シリーズ『家族の詩雨』篇）
- Amazonプライム（2021年4月 - 2022年） - 夫の北村有起哉と夫婦役で共演[53]

### 朗読
- NHK高山70周年記念「北アルプス朗読紀行」（2012年9月8日、奥飛騨総合文化センター）

### 広告
- 出光興産（2003年、イメージモデル）
- ツムラ（2023年、ツムラ #OneMoreChoice プロジェクト）- 夫の北村有起哉と共演[54][55]

### 著書
- 「ニコッと笑えばお友達」（2003年2月28日、主婦と生活社）

### MV
- The LOVE「雨に濡れた洗濯物」（1998年7月23日）

## 受賞歴
- 2002年
  - 第34回ザテレビジョンドラマアカデミー賞 新人俳優賞（『さくら』）[56]
- 2018年
  - 第6回ハヤカワ「悲劇喜劇」賞 受賞作品（『消えていくなら朝』）